# Русское садово-парковое искусство
Сады и парки в России традиционно находятся под западноевропейским влиянием. Тем не менее, садоводство, как и плодоводческое, так и декоративное, имеет давнюю историю.

## Древняя Русь
Информации о древнерусском садоводстве в сохранившихся письменных источниках очень мало, тем не менее она позволяет составить общее представление о предмете статьи.
В IX веке сады появились в Курске, Орле и Туле. Во 2-й половине XII века Андрей Боголюбский заложил сад возле устья Нерли. Этот сад послужил образцом при создании садов в Суздале, Владимире, Муроме, Вязниках и других городах. Небольшие фруктовые сады («красные») разбивались на территории некоторых городских усадеб. В середине XII века митрополит Климент Смолятич упоминает о двух типах «огородов» на Руси: «огороды с садом» и «огороды с капустой». В то же время он описывает и смешанные посадки, сочетавшие «плодовые деревья, овощи различные, душистые цветы и множество изобилия». Относительно много сведений сохранилось о церковных и монастырских садах. Церковные сады всегда были небольшими и разбивались в непосредственной близости от храмов, монастырские же различались назначением, размерами и другими характеристиками. Основной монастырский сад — часто имел продуманную планировку и разбивался внутри монастырских стен в непосредственной близости от собора. Небольшие посадки располагались у келий. Другие сады, с более явно выраженным утилитарным назначением, могли находиться и на периферии монастырской территории или вовсе выноситься за её пределы. Первый монастырский сад появился одновременно с первым монастырём: в 1051 году по инициативе игумена Антония в Киево-Печерском монастыре был посажен большой яблоневый сад. В Ипатьевской летописи упоминается «красный сад», посаженный Даниилом Галицким в 1259 году. Сады составляли гармоничное единство с архитектурными сооружениями. Плодовые деревья выделяли силуэт центральной возвышенной части города, где соседствовали с собором. Сады, устроенные на территориях усадеб, существенно облагораживали тесные улицы древних городов. В сторону границ поселения они разрастались всё больше. Иногда посреди деревьев сада строились зверинцы, устраивались пруды («садки»), в которых разводили рыбу. Повесть временных лет сообщает о статуях, привезённых Владимиром Святославичем в конце X века из Корсуни в Киев и стоявших в княжеском дворе Десятинной церкви:

Отправляясь, захватил он и двух медных идолов и четырёх медных коней, что и сейчас стоят за церковью святой Богородицы и про которых невежды думают, что они мраморные
Во дворе за церковью по обыкновению располагался «красный сад», поэтому эти скульптуры вполне могли использоваться в его оформлении.
Отношение к саду как к некому сакральному месту сложилось на Руси после принятия христианства, когда они стали ассоциироваться с библейским Эдемом. При этом сады имели ещё и важную утилитарную функцию, обеспечивая людей фруктами и ягодами. В языческое время посадки деревьев не почитались (хотя отдельные деревья и наделялись различными духовными качествами), в отличие от священных рощ, созданных природой.
В результате татаро-монгольского нашествия помимо всего прочего остановилось и развитие садового искусства. В Слове о погибели земли Русской автор, перечисляя основные утраты, наряду с «городами великими», «сёлами дивными», «домами церковными» упоминает монастырские сады («винограды обительные»).

### Новгород
В Новгороде археологами на Неревском раскопе в слоях почти всех веков, начиная с древнейшего X века, были найдены семечки яблок и сами яблоки. Три целых яблока были найдены в слоях X и XIII веков Размеры плодов и ряд иных признаков позволяют отнести новгородские яблоки к плодам лесной яблони, которые не превышали 3 см. Любопытно, что новгородцы, говоря о сильном граде, не редко сравнивали размеры градин с яблоками. В 1958 году археологами были найдены и сами яблоневые сады, в двух усадьбах ремесленников (скорее всего, кузнецов) на углу Великой и Кузьмодемьянской улиц, недалеко от стен кремля. Эти сады были посажены в середине XII века и росли около 25 лет, после чего по не понятным причинам были вырублены. Один сад был вскрыт почти полностью, а другой — лишь частично. Площадь первого сада равнялась около 0,03 гектара, на его территории археологами были вскрыты четыре яблони, представлявшие собой пни с широко разветвлёнными корнями. Отстояли они один от другого на несколько метров, располагаясь в разных концах почти квадратного сада. Вероятно, там росло ещё несколько яблонь, пни которых во время строительства построек выкорчевали. Также имели распространение вишнёвые сады. В слоях всех веков, было найдено несколько тысяч косточек вишен, но остатки деревьев пока не были обнаружены. Новгородские вишнёвые косточки имеют большое сходство с косточками современного сорта владимирской вишни. Имеются находки косточек слив, относящиеся к XI веку. Из ягодных кустарников новгородцы разводили малину и чёрную смородину, чьи семена встречаются в слоях всех веков.

## Московские сады в XIV—XVII вв.
В Москве садовое искусство начинает развиваться быстрыми темпами с начала XIV века. На склоне Кремлёвского холма, у Москвы-реки, был устроен сад митрополита Алексея. На рубеже XIV-XV веков сады были разбиты за посадским рвом, на территории, которая позже получила название Старые сады (см. Старосадский переулок). В начале XV века там появился летний загородный дворец великих князей. Иван III, уделявший большое внимание развитию декоративного садоводства Москвы, продлил их к нынешнему Воронцову Полю, где возник второй дворец, и сады разделились на Старые и Новые. По приказу Ивана III в 1495 году церковь и другие здания, стоящие на правом берегу Москвы-реки, были снесены и на этом месте создан сад, существовавший до конца XVII века под названием Царицын луг (ныне Болотная площадь). В грамотах XV века упоминаются также следующие московские сады: Глебков, Макарьевский, Терехов, Гальтяевский, Чичагов, сады на р. Неглинной. На южном склоне Кремлёвского холма в XVI веке существовали Верхний и Нижний сады. 

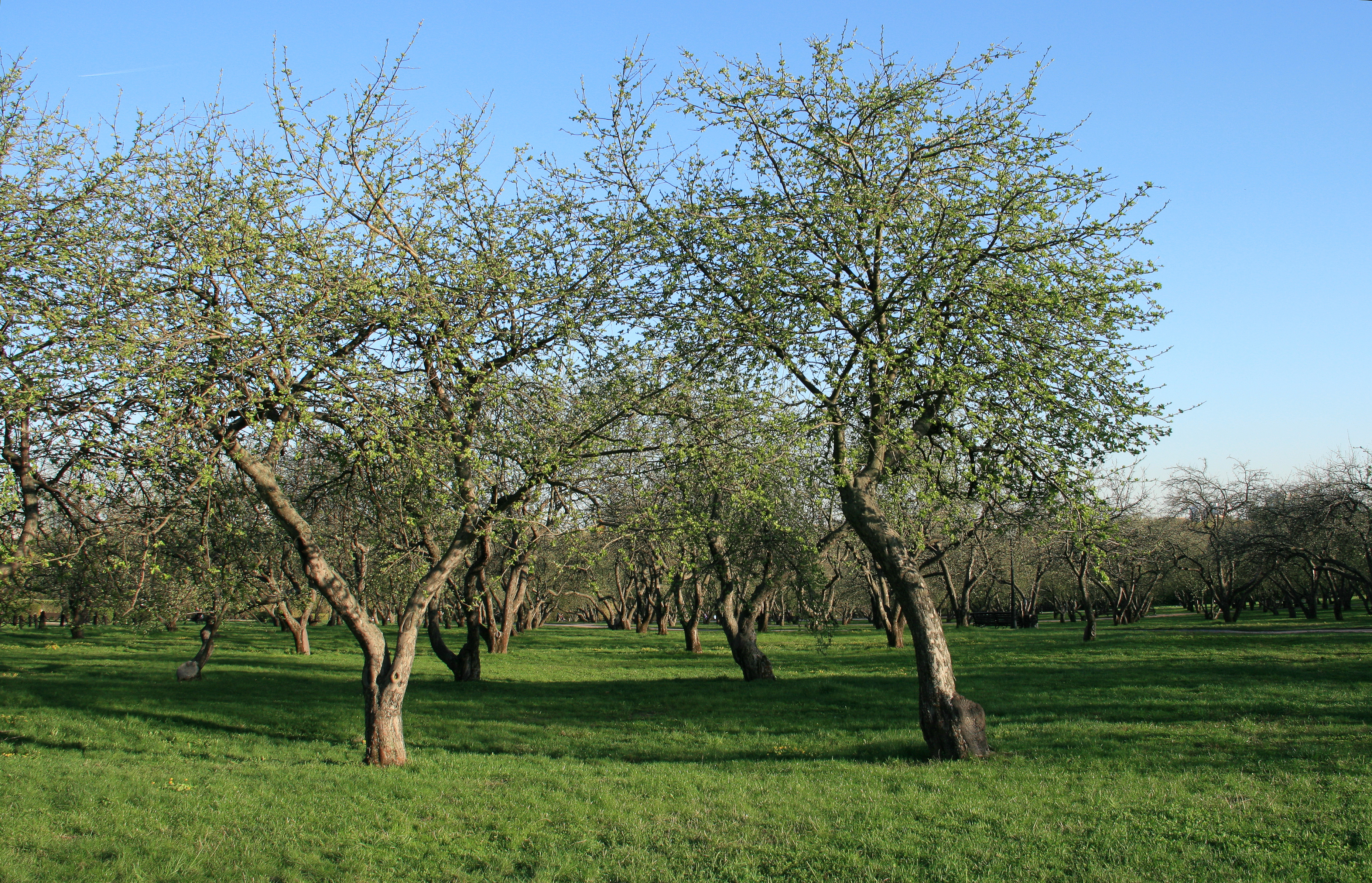
Вознесенский яблоневый сад в Коломенском, созданный во 2-й половине XVII века

Первые регулярные сады появляются в России в XVII веке. При Борисе Годунове на рубеже XVI-XVII веков в его загородной резиденции, известной как Царёв-Борисов городок,  был устроен регулярный сад с беседками, большим прудом, насыпным островом и домиками для лебедей. При митрополите Павле II на Крутицком подворье был посажен Крутицкий ветроград — регулярный сад, бывший известным своими цветниками и прудами. Одним из самых крупных культурных русских садов XVII века был сад в Измайлове, где выращивались всевозможные плодовые (в том числе южные: виноград, арбуз и другие), лекарственные растения, тюльпаны, шелковица. Декоративные сады Измайлова были вкраплены в природный пейзаж. Яблоневые, грушевые и вишнёвые сады окружали берега двадцати прудов. В прудах водилась стерлядь. Позднее сад Измайлова служил Петру I базой для организации садов в других городах России. До наших дней сохранился садово-парковый ансамбль в Коломенском, где в XVI—XVII веках создавался обширный регулярный парк. По описи 1701 года в Москве и под Москвой одних только дворцовых садов насчитывалось 43.
Московские сады XVII века часто располагались уступами (террасами), отличались разнообразием и обилием. Помимо плодовых деревьев и кустарников в садах разводились цветы и душистые травы. Нередко сажались деревья, предназначенные исключительно для украшения сада, например, кедры и пихта. Строилось много построек для отдыха в тени («беседки», «чердаки», «троны» (кресла), «царское место», «теремы», «шатры»). Большое внимание уделялось оформлению ворот и оград. Для ограждения применялись живые изгороди, в которых делались окошки для обзора окружающей местности. Создавались пруды с неестественно высоким уровнем воды, на них делали островки уединения, а по воде пускали плавать целые флотилии небольших потешных судов. В стилистическом отношении сады Москвы XVII века были близки к барокко, особенно к голландскому. В XVII веке в русском садовом искусстве произошло немало нововведений, были популярны висячие («верховые») сады. Под влиянием московских садов в 1670-е годы висячий сад появился в архитектурном ансамбле митрополичьего двора в Ростове Великом. Инициатором строительства висячего сада был ростовский епископ Иона Сысоевич. В XVII веке садовое искусство России начинает ориентироваться на европейский опыт и русский сад постепенно  утрачивает свои традиционные средневековые качества, связанные с религиозными представлениями.

## Императорская Россия
Большое развитие русского садово-паркового искусства началось во время правления Петра I, к. В петровскую эпоху в Петербурге и его окрестностях были созданы парки, получившие мировое признание как выдающиеся образцы садово-паркового искусства Европы: парки Петергофа, Константиновский парк в Стрельне, Ораниенбаум, Летний сад в Петербурге, Царское Село и другие. Ряд великолепных парков Пётр I разбил в своих резиденциях в Прибалтике. Наиболее интересный из них — Екатериненталь. В 1706 году в Москве заложен первый в России ботанический сад — Аптекарский огород.

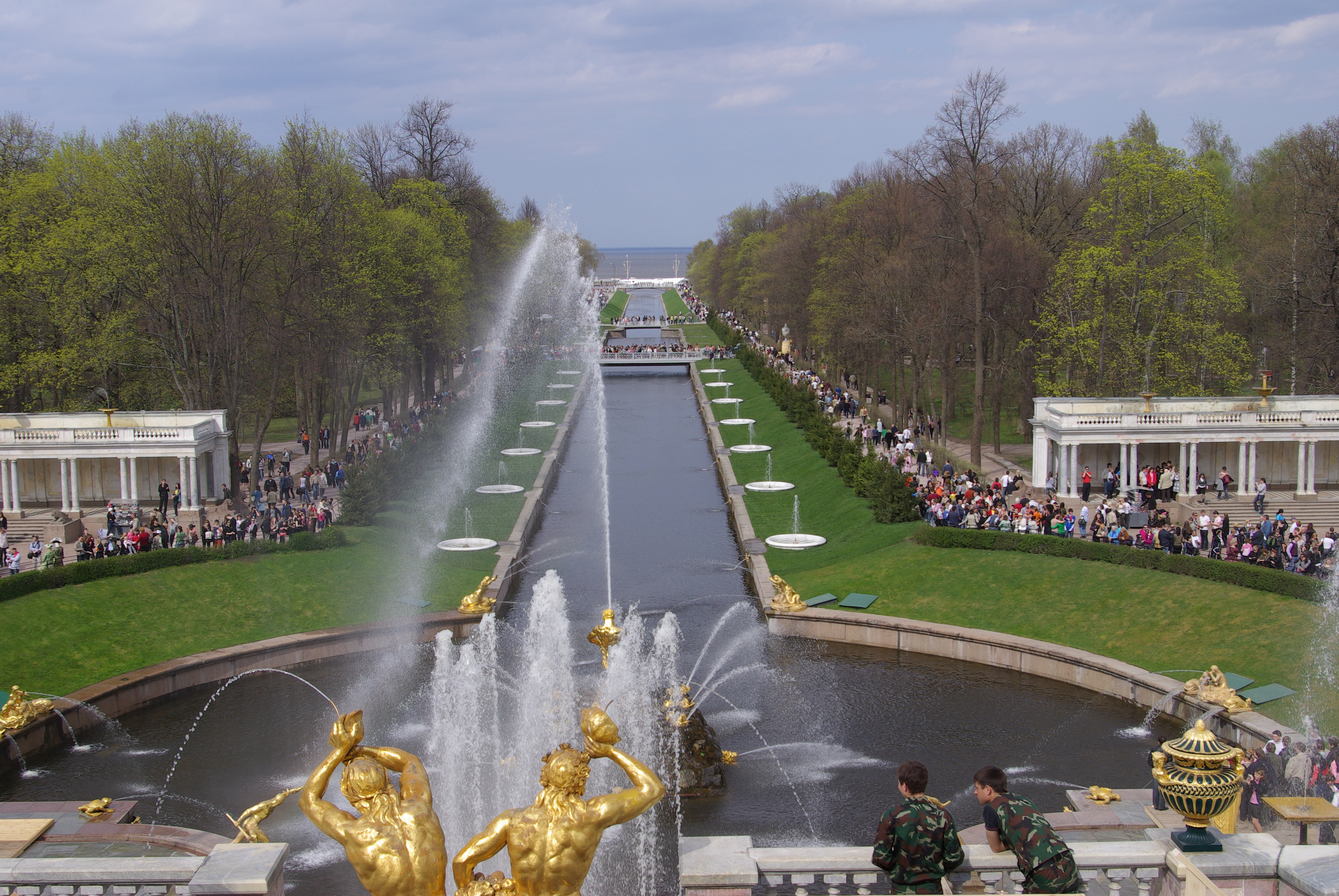
Большой каскад Нижнего парка в Петергофе
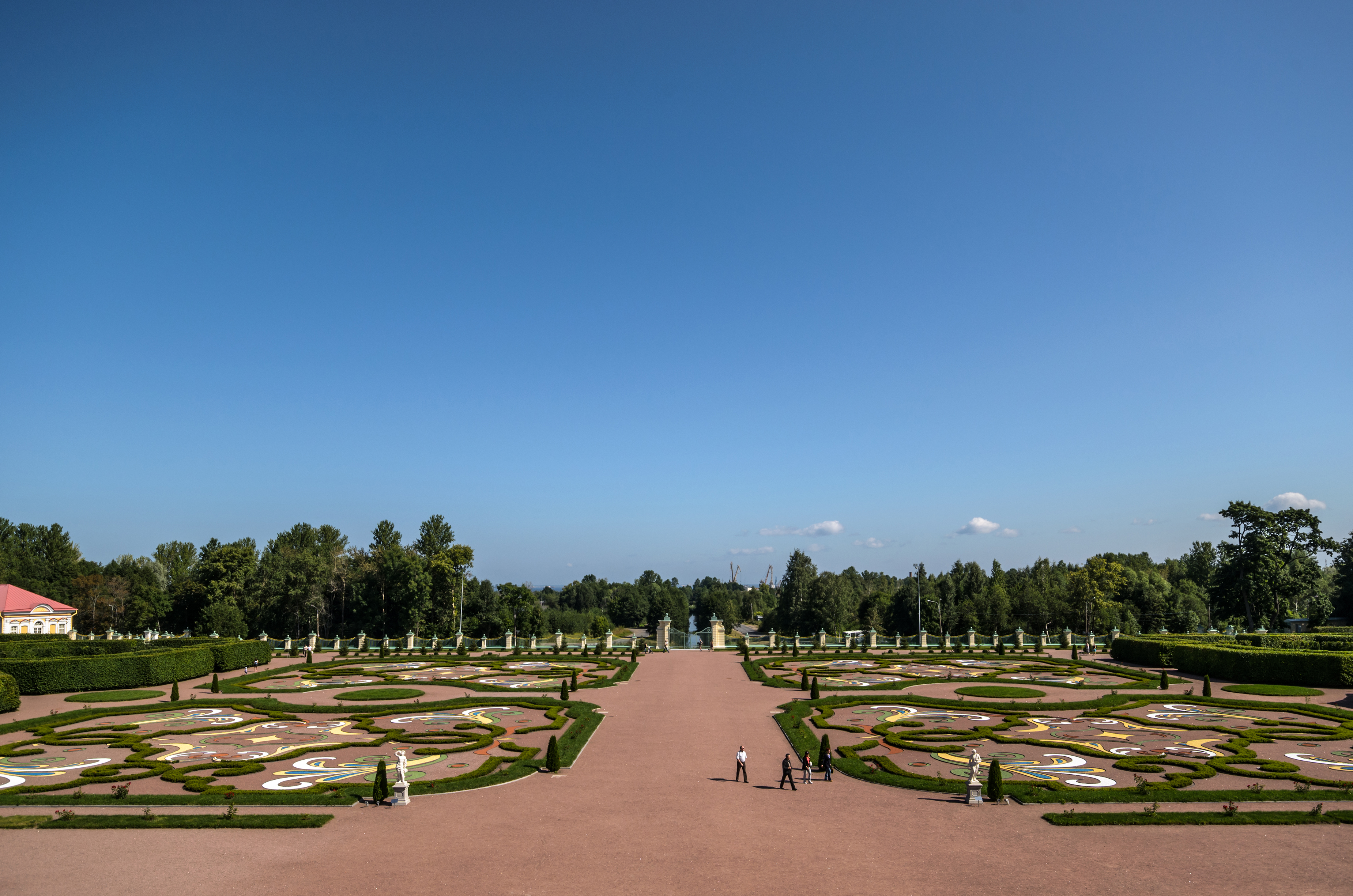
Нижний сад в Ораниенбауме
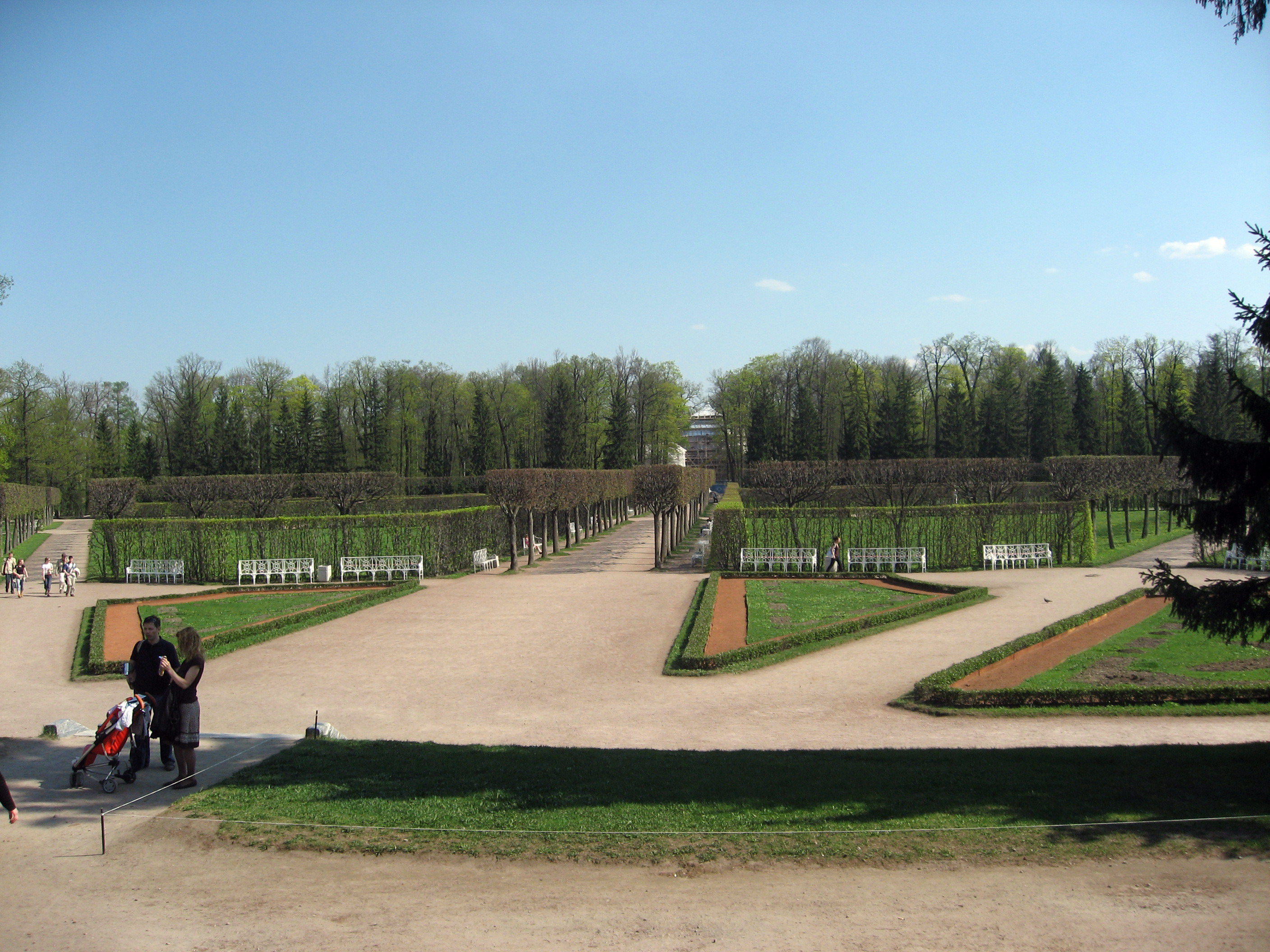
Старый сад в Екатерининском парке Царского Села

Впоследствии сады и парки западного типа получили распространение в императорских и помещичьих усадьбах по всей России, в том числе и в Москве. Многие из них получили широкую известность: среди них Юсуповский парк в Архангельском, Голицынский — в Кузьминках, Шереметьевские парки в Останкино и Кускове, парк Разумовского в подмосковном селе Петровском и т.д.
В XVIII веке также в большом количестве возникают ботанические сады, принадлежавшим отдельным вельможам и богачам.
В русских садах XVII в. применялись главным образом регулярные приёмы, но в планировке усадеб имели место пейзажные композиции.